# Lachnodochium candidum
Lachnodochium candidum är en svampart som beskrevs av Marchal 1895. Lachnodochium candidum ingår i släktet Lachnodochium, divisionen sporsäcksvampar och riket svampar.   Inga underarter finns listade i Catalogue of Life.